# Weekend (chanson de Taeyeon)
 (avril 2022).
La mise en forme du texte ne suit pas les recommandations de Wikipédia : il faut le « wikifier ».
Les points d'amélioration suivants sont les cas les plus fréquents :
- Les titres sont pré-formatés par le logiciel. Ils ne sont ni en capitales, ni en gras.
- Le texte ne doit pas être écrit en capitales (les noms de famille non plus), ni en gras, ni en italique, ni en « petit »…
- Le gras n'est utilisé que pour surligner le titre de l'article dans l'introduction, une seule fois.
- L'italique est rarement utilisé : mots en langue étrangère, titres d'œuvres, noms de bateaux, etc.
- Les citations ne sont pas en italique mais en corps de texte normal. Elles sont entourées par des guillemets français : « et ».
- Les listes à puces sont à éviter, des paragraphes rédigés étant largement préférés. Les tableaux sont à réserver à la présentation de données structurées (résultats, etc.).
- Les appels de note de bas de page (petits chiffres en exposant, introduits par l'outil «  Source ») sont à placer entre la fin de phrase et le point final[comme ça].
- Les liens internes (vers d'autres articles de Wikipédia) sont à choisir avec parcimonie. Créez des liens vers des articles approfondissant le sujet. Les termes génériques sans rapport avec le sujet sont à éviter, ainsi que les répétitions de liens vers un même terme.
- Les liens externes sont à placer uniquement dans une section « Liens externes », à la fin de l'article. Ces liens sont à choisir avec parcimonie suivant les règles définies. Si un lien sert de source à l'article, son insertion dans le texte est à faire par les notes de bas de page.
- La présentation des références doit suivre les conventions bibliographiques. Il est recommandé d'utiliser les modèles {{Ouvrage}}, {{Chapitre}}, {{Article}}, {{Lien web}} et/ou {{Bibliographie}}. Le mode d'édition visuel peut mettre en forme automatiquement les références.
- Insérer une infobox (cadre d'informations à droite) n'est pas obligatoire pour parachever la mise en page.

Pour une aide détaillée, merci de consulter Aide:Wikification.
Si vous pensez que ces points ont été résolus, vous pouvez retirer ce bandeau et améliorer la mise en forme d'un autre article.
Singles de Taeyeon
What Do I Call You
(2020) Hate That...
(2021)
Weekend est le 4e single digital de la chanteuse Taeyeon. Il est sorti digitalement le 6 juillet 2021 sous le label SM Entertainment. Le titre à ensuite été ajouté le 14 février 2022 au troisième album de la chanteuse, INVU.

## Clip vidéo
Après avoir annoncé un retour estival de Taeyeon avec un nouveau single, le label a dévoilé du 29 juin au 1er juillet, plusieurs séries de photos. Le teaser du M/V est dévoilé le 4 juillet, 2 jours avant la sortie officielle de Weekend.
Le clip, dans des tons rose pastel et une ambiance rétro, montre la chanteuse désirant s'évader et partir en week-end après une journée de travail.

## Promotion
Ce retour estival est marqué par un live spécial sur la plateforme V-LIVE, intitulé "Weekend: TAEYEON Entertainment's first half general meeting".
Weekend marque le grand retour de Taeyeon sur les différents shows musicaux coréens. La promotion du titre débute officiellement sur le plateau du M Countdown le 8 juillet, avant d'être interprété sur les plateaux du Music Bank le 9, du Music Core le 10 et de l'Inkigayo le 11 juillet. Une vidéo réaction est également postée le 7 juillet en collaboration avec l’équipe de l’émission Amazing Saturday ; elle cumulera plus d’1 million de vues en une semaine.

## Réception et ventes
Le titre rencontre un certain succès en Asie, notamment dans trois pays : En Corée du Sud d'une part, "Weekend" s'étant classé à la 4e place du classement musical national, le Gaon Digital Charts, et dans le top 10 de tous les principaux classements de streaming du pays (MelOn, Bugs ou encore Genie) tout en atteignant la 2de place des tendances YouTube du pays. En octobre, "Weekend" devient son titre ayant passé le plus de semaines dans le top 10 du classement hebdomadaire national, avec 15 semaines.
En Thaïlande, le clip s’est hissé à la 6e position des tendances YouTube et est entré dans le top 100 hebdomadaire de plusieurs sites de streaming comme Spotify (11e place) ou JOOX K-Pop 50 (9e place)
En Chine, le single se vend à plus de 100 000 exemplaires en moins d’une semaine et le M/V a occupé la première place du classement hebdomadaire des titres les plus visionnés sur le site QQ Music, l’un des leaders du streaming chinois. Il s'agit actuellement du single de Taeyeon le plus vendu en Chine avec plus de 237 000 exemplaires.
Weekend s'est également classé dans plusieurs pays : dans les classements nationaux de Taïwan et de Singapour, mais également dans le classement Spotify hebdomadaire de plusieurs pays asiatiques, comme l'Indonésie, la Malaisie ou encore le Vietnam.

## Classements

### Classements hebdomadaires
| Classements                   | Meilleure position |
| ----------------------------- | ------------------ |
| Global Excl. U.S. (Billboard) | 181                |
| Singapour (RIAS)              | 7                  |
| Corée du Sud (Gaon)           | 4                  |

### Classement mensuel
| Classement          | Meilleure position |
| ------------------- | ------------------ |
| Corée du Sud (Gaon) | 5                  |

### Classement annuel
| Classement          | Position |
| ------------------- | -------- |
| Corée du Sud (Gaon) | 26       |